# 美丽白花菜
美丽白花菜（学名：Cleome speciosa）是山柑科白花菜属的植物。分布在南美以及中国大陆的云南、广东等地，生长于海拔1,500米以下的地区，见于热带，在中国南方多见栽培。

## 别名
西洋白花菜（云南大学学术论文集第三辑生物分册）